# 园艺场
园艺场，是中国甘肃省张掖市临泽县下辖的一个乡镇级行政单位。

## 行政区划
园艺场共辖以下地区：
园艺场虚拟村。